# Капітани-регенти Сан-Марино
Капітани-регенти Сан-Марино (італ. Capitani Reggenti) — колективні голови держави в Сан-Марино. Обираються по двоє на 6 місяців генеральною радою Сан-Марино, вступаючи на посаду 1 квітня або 1 жовтня кожного року. Зазвичай належать до протилежних партій.
Посада була заснована за зразком консулів Римської Республіки.
Капітани-регенти призначаються з 1243 року. Чинними капітанами-регентами є Далібор Ріккарді та Франческа Чіверк'я.

## Капітани-регентиСан-Мариноз 1990 року
| Рік  | Місяць початку повноважень | Ім'я                       | Ім'я                       |
| ---- | -------------------------- | -------------------------- | -------------------------- |
| 1990 | квітень                    | Адальміро Бартоліні        | Оттавіано Россі            |
| 1990 | жовтень                    | Чезаре Антоніо Гаспероні   | Роберто Буччі              |
| 1991 | квітень                    | Доменіко Бернардіні        | Клаудіо Подескі            |
| 1991 | жовтень                    | Едда Чекколі               | Маріно Ріккарді            |
| 1992 | квітень                    | Джермано Де Б'яджі         | Ернесто Бенедеттіні        |
| 1992 | жовтень                    | Ромео Моррі                | Маріно Дзанотті            |
| 1993 | квітень                    | Патриція Бузіньяні         | Сальваторе Тонеллі         |
| 1993 | жовтень                    | Джан Луїджі Берті          | Паріде Андреолі            |
| 1994 | квітень                    | Альберто Чекеті            | Фаусто Мулароні            |
| 1994 | жовтень                    | Ренцо Джотто               | Лучано Чаватта             |
| 1995 | квітень                    | Маріно Болліні             | Сеттімо Лонферніні         |
| 1995 | жовтень                    | П'єр Наталіне Мулароні     | Маріно Вентуріні           |
| 1996 | квітень                    | П'єр Паоло Гаспероні       | П'єтро Бульї               |
| 1996 | жовтень                    | Мауріціо Раттін            | Джанкарло Вентуріні        |
| 1997 | квітень                    | Паріде Андреолі            | П'єр Маріно Мулароні       |
| 1997 | жовтень                    | Луїджі Мацца               | Маріно Дзанотті            |
| 1998 | квітень                    | Альберто Чекеті            | Лоріс Франчіні             |
| 1998 | жовтень                    | П'єтро Берті               | Паоло Болліні              |
| 1999 | квітень                    | Антонелло Баччоккі         | Роза Дзафферані            |
| 1999 | жовтень                    | Маріно Болліні             | Джузеппе Ардзіллі          |
| 2000 | квітень                    | Марія Доменіка Мікелотті   | Джан Марко Маркуччі        |
| 2000 | жовтень                    | Джанфранко Теренці         | Енцо Коломбіні             |
| 2001 | квітня                     | Луїджі Лонферніні          | Фабіо Берарді              |
| 2001 | жовтень                    | Альберто Чекеті            | Джино Джованйолі           |
| 2002 | квітень                    | Антоніо Лаццаро Вольпінарі | Джованні Франческо Уголіні |
| 2002 | жовтень                    | Мауро К'яруцці             | Джузеппе Марія Морганті    |
| 2003 | квітень                    | П'єр Маріно Менікуччі      | Джованні Джанноне          |
| 2003 | жовтень                    | Джованні Лонферніні        | Валерія Чаватта            |
| 2004 | квітень                    | Паоло Болліні              | Маріно Ріккарді            |
| 2004 | жовтень                    | Джузеппе Ардзіллі          | Роберто Раскі              |
| 2005 | квітень                    | Фауста Морганті            | Чезаре Гаспероні           |
| 2005 | жовтень                    | Клаудіо Муччолі            | Антонелло Баччоккі         |
| 2006 | квітень                    | Джанфранко Теренці         | Лоріс Франчіні             |
| 2006 | жовтень                    | Антоніо Караттоні          | Роберто Джорджетті         |
| 2007 | квітень                    | Алєссандро Манчіні         | Алессандро Россі           |
| 2007 | жовтень                    | Мірко Томассон             | Альберто Сельва            |
| 2008 | квітень                    | Роза Дзафферані            | Федеріко Педіні Аматі      |
| 2008 | жовтень                    | Ернесто Бенедеттіні        | Ассунта Мелоні             |
| 2009 | квітень                    | Оскар Міна                 | Массімо Ченчі              |
| 2009 | жовтень                    | Франческо Муссоні          | Стефано Пальмієрі          |
| 2010 | квітень                    | Марко Конті                | Глауко Сансовіно           |
| 2010 | жовтень                    | Джованні Франческо Уголіні | Андреа Дзафферані          |
| 2011 | квітень                    | Марія-Луїза Берті          | Філіппо Тамальїні          |
| 2011 | жовтень                    | Габріеле Гатті             | Маттео Фйоріна             |
| 2012 | квітень                    | Мауріціо Раттін            | Італо Рігі                 |
| 2012 | жовтень                    | Теодоро Лонферніні         | Денізе Бронцетті           |
| 2013 | квітень                    | Антонелла Мулароні         | Деніс Амічі                |
| 2013 | жовтень                    | Джан-Карло Капікьоні       | Анна Марія Муччолі         |
| 2014 | квітень                    | Валерія Чаватта            | Лука Беккарі               |
| 2014 | жовтень                    | Гуерріно Дзанотті          | Джанфранко Теренці         |
| 2015 | квітень                    | Андреа Белуцці             | Роберто Вентуріні          |
| 2015 | жовтень                    | Лорелла Стефанеллі         | Нікола Ренці               |
| 2016 | квітень                    | Джан Нікола Берті          | Массимо Андреа Уголіні     |
| 2016 | жовтень                    | Фабіо Берарді              | Маріно Ріккарді            |
| 2017 | квітень                    | Мімма Дзаволі              | Ванесса Д'Амброзіо         |
| 2017 | жовтень                    | Енріко Караттоні           | Матео Фіоріні              |
| 2018 | квітень                    | Маттео Чаккі               | Стефано Пальміері          |
| 2018 | жовтень                    | Мірко Томассоні            | Лука Сантоліні             |
| 2019 | квітень                    | Нікола Сельва              | Мікелє Мураторі            |
| 2019 | жовтень                    | Лука Боскі                 | Маріелла Мулароні          |
| 2020 | квітень                    | Алессандро Манчині         | Граціа Дзафферані          |
| 2020 | жовтень                    | Алессандро Карделлі        | Граціа Дзафферані          |
| 2021 | квітень                    | Джан Карло Вентуріні       | Марко Ніколіні             |
| 2021 | жовтень                    | Франческо Муссоні          | Джакомо Сімончіні          |
| 2022 | квітень                    | Оскар Міна                 | Паоло Ронделлі             |
| 2022 | жовтень                    | Марія-Луїза Берті          | Мануель Чаватта            |
| 2023 | квітень                    | Алессандро Скарано         | Адель Тонніні              |
| 2023 | жовтень                    | Гаетано Троїна             | Філіппо Тамальїні          |
| 2024 | квітень                    | Алессандро Россі           | Мілена Гаспероні           |
| 2024 | жовтень                    | Далібор Ріккарді           | Франческа Чіверк'я         |